# Antonietta Brandeis

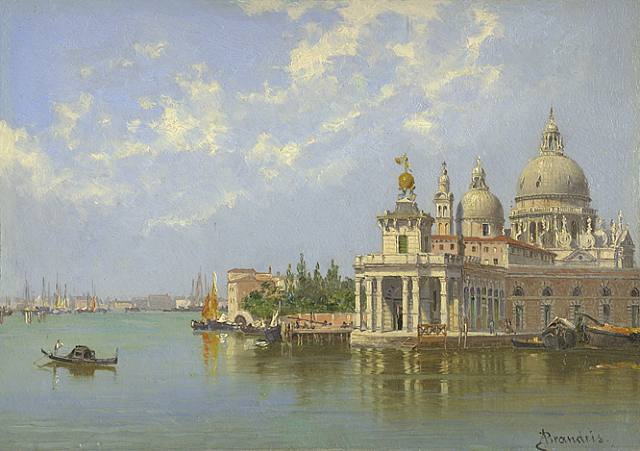
De Piazzetta in Venetië (olieverf op board)

Antonietta Brandeis (Miskowitz, 1848 - 1926) was een schilderes van voornamelijk topografische gezichten in en rond Venetië.
Ze werd geboren in Miskowitz, het tegenwoordige Myslkovice (Tsjechië), toentertijd deel van het Oostenrijks-Hongaarse rijk. Ze studeerde in Praag onder Karel Javurek en later in de kunstacademie in Venetië. In die jaren was het toerisme flink in opkomst: veel toeristen bezochten Venetië en er was een grote vraag naar schilderijen die de mooiste plekken van de stad weergaven om mee te nemen als herinnering. Schilders als Eugène de Blaas, Franz Richard Unterberger en Antonietta Brandeis maakten dat werk en hadden er succes mee. Antonietta Brandeis schilderde ook gezichten in Rome en Florence, maar haar werk uit Venetië was en is nog steeds het meest gezocht.
Werk van haar bevindt zich in het museum in Triëst, Italië.
- Gemeinsame Normdatei: 141148993
- International Standard Name Identifier: 0000 0001 1701 1599
- Library of Congress Control Number: no2010077086
- Nationale Bibliotheek van Tsjechië: jo20241212723
- RKD-Nederlands Instituut voor Kunstgeschiedenis: 12027
- Système universitaire de documentation: 146879902
- Union List of Artist Names: 500018588
- Virtual International Authority File: 120389320
- WorldCat: E39PCjvQWkDFytFM76XrpXkbh3